# Спенсер (пушка)
Спенсерова пушка (енгл. Spencer repeating rifle), једна од најранијих пушака репетирки, са магацином за 8 метака, произведена у САД и први пут коришћена у Америчком грађанском рату (1861-1865). Магацин се налазио у кундаку пушке.

## Историја

### Карактеристике
Изум сједињеног метка у металној чахури са ивичним паљењем, који је патентирала 1857. године америчка компанија Смит и Весон  (за своје револвере), омогућио је пушкарима да конструишу прве пушке са магацином за више метака, са механизмом за механичко убацивање метка у цев. Кристофер Спенсер (1833-1922), амерички инжињер и пушкар, који је неко време радио за компанију Колт, је 6. марта 1860. патентирао прву пушку репетирку у САД, шест месеци пре друге америчке репетирке, пушке Хенри.
Спенсерова пушка била је острагуша са падајућим масивним затварачем, који се обарао наниже обарањем полуге испод сандука која је уједно служила као штитник обарача, и цевастим магацином са 7 метака у кундаку пушке, који се лако могао извадити. Повлачење полуге избацивало је празну чахуру, убацивало је нови метак у цев и напињало опругу ударне игле у затварачу, која се активирала спољашњим орозом који се морао ручно натегнути пре сваког опаљивања. Ове пушке су користиле метак калибра 14,2 mm (0,56 in) са ивичним паљењем.

### Амерички грађански рат
Иако је била нешто спорија (због ручног натезања ороза) и мањег магацина (7 према 15 метака) од пушке Хенри која се појавила у исто време, Спенсерова пушка била је знатно једноставнија (Хенријева пушка имала је чак 46 покретних делова) и јефтинија за производњу. Уз то, брзина пуњења повећана је увођењем унапред напуњених цевастих магацина са по 7 метака, од којих је сваки стрелац носио по 10 на реденику, који су се могли убацити у кундак једним покретом. Тако је по избијању Америчког грађанског рата 1861, војска Уније одбила Хенријеву пушку за наоружање војника као сувише скупу и компликовану, док је Спенсер добио подршку самог председника Абрахама Линколна. Ипак је конзервативизам у Комисији за наоружање, коју је предводио генерал Џемс Волф Рипли, одложио набавку новог оружја о државном трошку све до 1863, иако су многи војници Уније, па и читаве јединице, купили нове пушке о свом трошку. Рипли је као и већина виших официра САД сматрао пушке каписларе (спредњаче) типа Спрингфилд последњом речју војне технике, мада је до Аустријско-пруског рата 1866. слично становиште преовладавало и у свим европским војскама осим Пруске. Најзад је интервенцијом самог председника генерал Рипли смењен у септембру 1863. и нове пушке су коначно уведене у наоружање америчке војске - до краја рата 1865. војска Унија купила је 77.181 (или 94.196) карабин и 12.471 пушку, а бар још толико набавили су војници о свом трошку.

## Опадање
Са престанком рата потражња ових пушака нагло је опала, у корист савршенијих винчестерки (модел 1866), па је компанија Спенсер (енгл. Spencer Repeating Rifle Company) затворена већ 1869, а њену опрему и машине већином је откупила компанија Винчестер. После 1868, ове пушке су у америчкој војсци замењене спорометним острагушама Шарпс.